# Giuseppe Favale
Giuseppe Favale (* 29. února 1960 Palagiano) je italský římskokatolický duchovní a biskup Conversano-Monopoli.

## Život
Narodil se 29. února 1960 v Palagiano.
Vstoupil do Papežského regionálního semináře v Molfettě. Po teologickém studiu byl 6. července 1985 arcibiskupem Enniem Appignanesim vysvěcen na kněze a inkardinován do diecéze Castellaneta. Stal se vedoucím liturgického oddělení diecéze a biskupským ceremoniářem. Zastával službu farního vikáře a později faráře katedrály.
V letech 1989–1997 byl kancléřem kurie. Roku 2005 získal na Papežské lateránské univerzitě titul z obojího práva. Byl generálním vikářem diecéze a soudním vikářem. Roku 2009 mu byl udělen titul Preláta Jeho Svatosti.
Od roku 2011 působil jako spirituál semináře v Molfettě a jako delegát pro mladý klérus. Dne 7. listopadu 2013 byl ustanoven apoštolským administrátorem diecéze.
Dne 5. února 2016 jej papež František jmenoval biskupem Conversano-Monopoli. Biskupské svěcení přijal 9. dubna z rukou biskupa Claudia Maniago a spolusvětiteli byli arcibiskup Francesco Cacucci a biskup Domenico Padovano.